# فسفات آلومینیوم
فسفات آلومینیوم (به انگلیسی: Aluminium phosphate) با فرمول شیمیایی AlPO۴ یک ترکیب شیمیایی با شناسه پاب‌کم ۶۴۶۵۵ است. که جرم مولی آن 121.9529 g/mol می‌باشد. شکل ظاهری این ترکیب، پودر بلورین سفید است.